# Metastelma gracile
Metastelma gracile är en oleanderväxtart som beskrevs av Joseph Decaisne. Metastelma gracile ingår i släktet Metastelma och familjen oleanderväxter. Inga underarter finns listade i Catalogue of Life.